# Margareta de Austria (1416–1486)
Margareta de Austria (în germană Margaretha von Österreich; n. 1416, Innsbruck, Austria – d. 12 februarie 1486, Altenburg, Ducatul de Saxa-Altenburg, Sfântul Imperiu Roman), aparținând Casei de Habsburg, a fost soția principelui elector Frederic al II-lea al Saxoniei.

## Biografie
Margareta a fost fiica arhiducelui Austriei, Ernest I de Habsburg și a soției sale, Cimburga de Mazovia.
Margareta era o femeie foarte credincioasă și de aceea, după încheierea războiului dintre soțul ei și fratele acestuia, în 1453 a pus piatra de temelie a unei biserici devenită loc de pelerinaj, aflată azi într-un cartier al orașului Jena numit Vierzehnheiligen („Paisprezece sfinți”) după numele bisericii.
După moartea tatălui Margaretei, fratele acestuia, ducele Frederic al IV-lea, care fusese numit tutore prin testament, a logodit-o în 1428 cu ducele Frederic al II-lea al Saxoniei, fiul principelui elector Frederic I al Saxoniei. Nunta lor a avut loc în Altenburg la 3 iunie 1431.

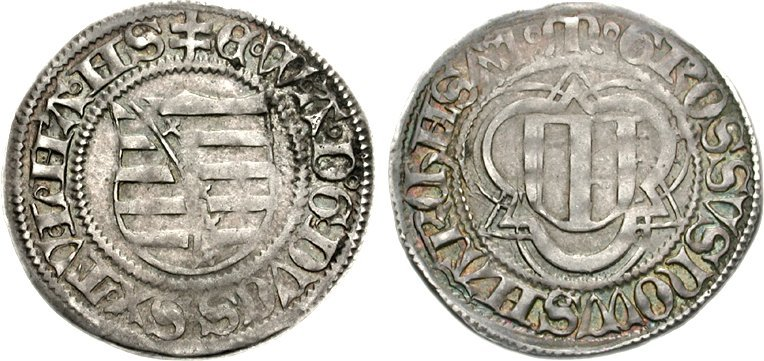
Margarethengroschen (moneda emisă de Margareta de Austria)

Implicându-se în medierea conflictului dintre soțul ei și fratele acestuia, ducele Wilhelm al III-lea de Saxonia, Margareta a reușit să-i împace. De asemenea, ea a fost activ implicată în guvernare.
Ar trebui apreciat ca eveniment extraordinar în istoria monedelor Saxoniei faptul că principele elector Frederic al II-lea i-a permis soției sale înființarea unei monetării la Colditz în 1456 ca proprietate personală pe toată durata vieții, primind astfel dreptul de a bate monedă proprie. Monedele emise purtau suplimentar litera M la începutul sau în interiorul inscripției și erau cunoscute sub denumirea Margarethengroschen.
În iulie 1455 fii ei, Ernest și Albert, au fost răpiți din Castelul Altenburg de cavalerul saxon Kunz von Kauffungen. Totuși, acțiunea a fost oprită înainte ca acesta să treacă granița cu valoroasa sa pradă. În 1447 și apoi din nou în 1459, Frederic al II-lea al Saxoniei a desemnat-o pe Margareta, prin testament, tutore pentru fiii lor, cu condiția ca ea să rămână văduvă în timpul exercitării acestei funcții. Unul dintre acești fii, Albert, a avut relații foarte bune cu rudele sale habsburgice fiind conducător al oștilor imperiale în serviciul împăratului Frederic al III-lea și guvernator al Olandei în timpul împăratului Maximilian I.
După moartea soțului la 7 septembrie 1464, Margareta a primit ca văduvă mai multe posesiuni, între care orașele Altenburg, Grimma, Leisnig, Leipzig, Colditz, Eilenburg și Liebenwerda. Numeroase documente dovedesc implicarea Margaretei în probleme de guvernare și administrare a posesiunilor ei. De exemplu, Margareta a intervenit în chestiuni urbanistice ale orașului Grimma prin reducerea numărului celor ce formau consiliul orășenesc și l-a sprijinit pe deținătorul ipotecii Castelului Schweinsburg (Crimmitschau), Hans Federangel, în transformarea Mănăstirii Sf. Martin din Crimmitschau în mănăstire cartusiană în 1481.
Ea a petrecut o perioadă în Wiener Neustadt, dar reședința stabilită a fost Castelul Colditz. Totuși până la sfârșitul vieții Margareta s-a aflat în Castelul Altenburg unde și-a exercitat drepturile ca suverană deținând, prin urmare, și jurisdicția. În 1468 a construit un siloz pentru cereale în Castelul Altenburg, distrus într-un incendiu în 1868. Cu sprijinul executorului judecătoresc din Altenburg care era și administratorul curții sale, Margareta a condus o activitate economică bazată pe depozite care i-a permis să asigure provizii generoase și altor reședințe.

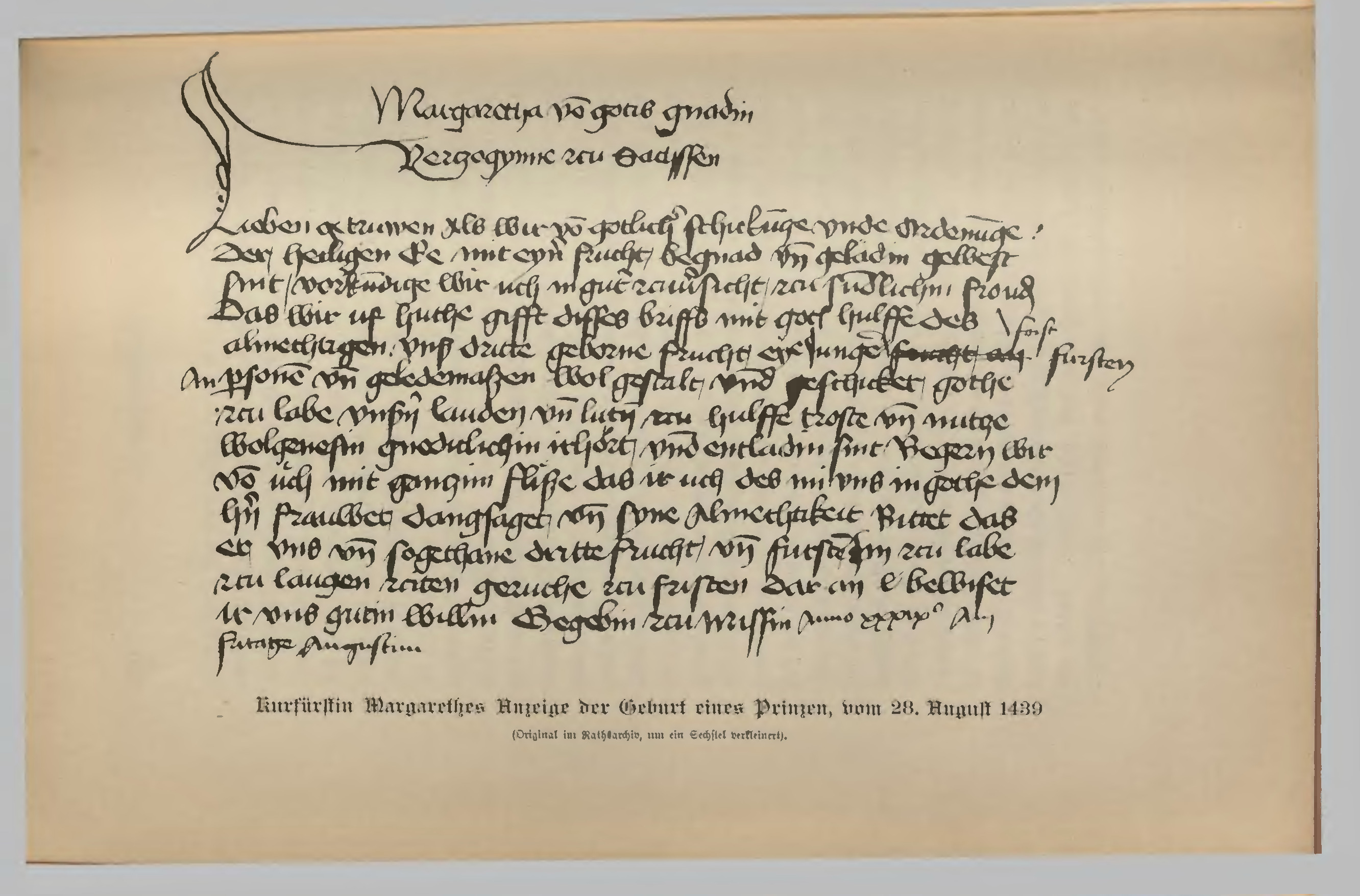
Anunțul principesei Margareta privind nașterea unui fiu (Friedrich), datat 28 august 1439

Fiii săi, Ernest și Albert, au împărțit moștenirea în 1485 prin „Tratatul de la Leipzig” ceea ce a dus la slăbirea Principatului Saxoniei timp mai multe decenii.

## Căsătorie și descendenți
Margareta de Austria s-a căsătorit cu Frederic al II-lea al Saxoniei la 3 iunie 1431. Cuplul a avut opt copii:
- Amalia (n. 1436 – d. 1501), căsătorită în 1452 cu ducele Ludovic al IX-lea de Bavaria (n. 1417 – d. 1479);
- Anna (n. 1437 – d. 1512), căsătorită în 1458 cu principele elector Albert al III-lea de Brandenburg;
- Frederic (n. 1439 – d. 1451);
- Ernest (n. 1441 – 1486), căsătorit cu Elisabeta de Bavaria (1443–1484), fiica ducelui Albert al III-lea de Bavaria (1401–1460);
- Albert (n. 1443 – d. 1500), căsătorit cu Sidonia de Boemia (1449–1510), fiica lui George de Podebrady (1420–1471);
- Margareta (n. 1444 – d.c. 1498), stareță la Mănăstirea Seußlitz;
- Hedwiga (n. 1445 – d. 1511), stareță la Mănăstirea Quedlinburg (1458–1511);
- Alexandru (n. 1447 – d. 1447).[8]